# Rio Piripucu
O Rio Piripucu é um rio que banha o estado de Mato Grosso do Sul, no Brasil.

## Etimologia
"Piripucu" é originário do tupi antigo piripiripuku, que significa "juncos compridos", através da aglutinação de piripiri, "juncos" e puku, "compridos".